# 川﨑玲奈
川﨑 玲奈（かわさき れな、1996年〈平成8年〉8月26日 - ）は、日本のアナウンサーである。元静岡エフエム放送（K-MIX）アナウンサー・パーソナリティ。

## 人物・来歴
東京都出身（文京区出生・育ち、現在の実家は目黒区にある）。聖心女子大学文学部日本語日本文学科卒業。
趣味は映画・ミュージカル・ライブ鑑賞、本屋めぐり、工作。特技は踊ること、歌うこと、比較的重い荷物の運搬と段ボールさばき。
2019年4月、大学卒業と同時にK-mix入社。高橋茉奈の後任として、当時の帯番組であった『K-mix FOOO NIGHT ピンソバ』のパーソナリティに就任した（これに先だって同年3月28日放送の同番組エンディングに初めて出演をした）。これを契機に、バカボン鬼塚とは4年間に亘って番組を担当したほか、『川﨑玲奈の踊るラジオシャドウ』や『K-MIX FRIDAY CABIN』等の一人喋りの番組も受け持つようになる。2025年3月、同月末にてK-MIXを退社することを発表し、『K-MIX Blue Moment』を除く全ての番組から降板した。

## 現在の担当番組他
2025年4月現在。いずれもK-MIX。
- K-MIX Blue Moment（ナレーション、日曜 19:00 - 19:55、2021年4月11日 - ）
- K-MIX 局名告知（クロージング）

## 過去の担当番組
いずれもK-MIX
- K-mix FOOO NIGHT ピンソバ（月 - 木曜 19:00 - 22:00、2019年4月1日 - 2021年3月31日）
- K-mix World Cinema Tour（土曜 21:55 - 22:00、2019年4月6日 - 6月29日）
- よるの、うしろよみ（土曜 21:55 - 22:00、2019年7月6日 - 2020年3月28日）
- 川﨑玲奈の踊るラジオシャドウ（土曜 25:00 - 26:00、2020年4月3日 - 2025年3月29日）
- K-mix Wiz.（水・木曜 11:30 - 14:55、2021年4月1日 - 2023年3月30日）
- バラッドをきみに（金曜 18:30 - 18:55、2020年10月2日 - 2021年9月24日／金曜 19:30 - 19:55、2022年10月7日 - 2023年3月31日）
- FM Mars 〜ラジオ・ザ・プラネット〜[注 1][4]（木曜 21:00 - 21:30、2022年10月6日 - 2023年3月30日）
- 天玲美音・川﨑玲奈の、今夜も気分は麗しく（土曜 20:30 - 20:55、2022年10月1日 - 2024年6月29日）
- K-MIX MOVE ON（月・火曜 15:08 - 18:55、2023年4月3日 - 2025年3月31日）
- K-MIX FRIDAY CABIN（金曜 11:30 - 14:00、2023年4月7日 - 2025年3月28日）
- ビートルズおじさん（ナレーション、土曜 28:30 - 29:00、2021年4月3日 - 2025年3月29日）